# Оплітна
Оплі́тна — село в Україні, у Жовківській міській громаді Львівського району Львівської області. В Оплітній збереглася дерев'яна церква-каплиця Положення ризи Пр. Богородиці 1900.

## Історія
Оплітна до 1940 року була частиною села Блищиводи.
12 червня 2020 року, відповідно до розпорядження Кабінету Міністрів України № 718-р «Про визначення адміністративних центрів та затвердження територій територіальних громад Львівської області», село увійшло до складу Жовківської міської громади.
19 липня 2020 року, в результаті адміністративно-територіальної реформи та ліквідації Жовківського району, село увійшло до складу новоствореного Львівського району.

## Населення

### Мова
Розподіл населення за рідною мовою за даними перепису 2001 року:
| Мова       | Кількість | Відсоток |
| ---------- | --------- | -------- |
| українська | 78        | 100%     |

## Відомі люди
- Купецький Панько псевдо «Олень» (21.01.1926 — 29.07.1947) — уродженець села, стрілець сотні «Месники-2» куреня «Месники» Української Повстанської Армії. Син Андрія і Катерини. В лавах УПА з осені 1944 р. Схоплений солдатами Війська Польського. 25 липня 1947 р. в Ряшеві засуджений до смертної кари. Там же страчений[5].
- Гаврилюк Степан Богданович (21.12.1984 - 22.06.2022) - солдат ЗСУ, загинув під час російського вторгнення в Україну та російсько-української війни на виконанні бойового завдання побл. сел. Лоскутівка, Сєвєродонецького району, Луганської області. Поховали захисника 26.08.2024 в с. Оплітна.